# Ricardo Fornells Francesch
Ricardo Fornells Francesch (Barcelona, 10 de febrero de 1896 - Barcelona, 4 de abril de 1950) fue un pedagogo, político y sindicalista español, que ejerció como presidente de la asamblea local de Sabadell entre octubre de 1936 y febrero de 1937.

## Biografía
Hijo de Miquel Fornells Solé y de Raimunda Francesch Xabuch, de Cambrils, en 1918 ya era secretario de la federación local de sindicatos de Barcelona de la Confederación Nacional del Trabajo (CNT). De novembre de 1917 a finales de 1919 participa en la reestructuración del periódico Solidaridad Obrera.
Colaboró en la publicación Cultura Libertaria desde su inicio el 6 de noviembre de 1931 y en la publicación manresana El Trabajo. El 30 de agosto de 1931 apareció como uno de los firmantes del manifiesto de los Treinta publicado en el diario L'Opinió, contrario a las tesis insurreccionalistas de la FAI. El 12 de junio de 1932 participó en la asamblea de fundación del Ateneo Sindicalista Libertario de Barcelona, entidad que también presidiría y donde realizaría formaciones por los trabajadores. En 1934, Fornells ayudó a Ángel Pestaña a crear el Partido Sindicalista. Se trasladó a Sabadell en 1932, donde fue el jefe del Partido Sindicalista y dirigió la Escuela del Instituto Pedagógico Cultura y Solidaridad, sucediendo al pedagogo Edgardo Ricetti, miembro del sector de la FAI (minoritario en Sabadell). Fornells, también se encargó del Ateneo de Divulgación Social de Federació Local de Sindicats (FLS), pensado para la formación y capacitación de los obreros del sindicato.
En 1936 ingresó en la Unión General de Trabajadores (UGT), ya que la FLS de Sabadell, de donde formaba parte, había sido expulsada de la CNT por sus postulados trentistas, y se había adherido a UGT. En septiembre de 1937 fue elegido presidente de la federación catalana del Partido Sindicalista.
Se exilió en Francia tras el fin de la guerra civil española, regresando a Barcelona en 1941 para intentar llegar a acuerdos con el sindicato vertical franquista para que antiguos militantes trentistas entraran en dicho sindicato, aunque no fructificó. Intentó impartir lecciones particulares pero no exitoso, por lo que se trasladó a la provincia de Gerona, donde fue detenido y recluido 6 meses. Posteriormente, fue encarcelado en 1942 en la cárcel Modelo de Barcelona y el entonces alcalde de Sabadell, José Maria Marcet, testificó a su favor para intentar conseguir su liberación. Murió el 4 de abril de 1950 en Barcelona, abandonado por la izquierda y los anarcosindicalistas a causa de su acercamiento al sindicato único franquista.